# Морозівська Дача (пам'ятка природи)
Моро́зівська Да́ча — ботанічна пам'ятка природи місцевого значення в Україні. Об'єкт природно-заповідного фонду Хмельницької області. 
Розташована в межах Дунаєвецького району Хмельницької області, на північний захід від села Джуржівка і на південь від села Морозів. 
Площа 5,5 га. Статус присвоєно згідно з розпорядженням облвиконкому від 5.05.1975 року № 132. Перебуває у віданні ДП «Кам'янець-Подільський лісгосп» (Малієвецьке л-во, кв. 34, вид. 7). 
Статус присвоєно для збереження частини лісового масиву з високопродуктивними насадженнями граба. 